# ジョイ (犬)
ジョイ（英語: Joy／ロシア語: Джой、1914年頃 - 1920年半ば）は、ロシア皇太子アレクセイ・ニコラエヴィチが飼っていたイングリッシュ・コッカー・スパニエル品種の犬。最後のロシア皇帝ニコライ2世一家は、猫・犬・ロバ・ヤギなど多種類のペットを所有していた。皇帝夫妻の子供たちは複数の犬を飼っていた。皇帝の次女タチアナはフレンチ・ブルドッグのオルチポを、四女アナスタシアもキャバリア・キング・チャールズ・スパニエルのジェミーをそれぞれ贈られていた。きょうだいの末っ子で唯一の男子のアレクセイが可愛がり、いつも連れていたのがジョイであった。ジョイがどのように生まれ育ったかは定かでないが、1914年には皇帝の宮殿で暮らすようになり、当時10歳頃のアレクセイと固い絆で結ばれた。ジョイは皇子の頻繁な旅行に随行し、宿痾の血友病との闘いに苦しむアレクセイの慰めとなった。ジョイの物静かな気性は、1918年の飼い主ロマノフ一家の虐殺に彼が巻き込まれず生き延びるうえで大いに役立った。虐殺後、ジョイは白軍によってエカテリンブルクで保護された。ジョイは陸軍大佐パーヴェル・ロジャンコに引き取られ、白軍の敗北後はロジャンコに連れられてイングランドに移住した。そしてロジャンコが購入したウィンザーの地所で余生を送り、1920年代半ばに世を去った。

## ロマノフ家の犬たち
ニコライ2世一家は動物好きで、猫・犬・ロバ・ヤギを飼育しており、ニコライ2世夫妻の子供たちは複数の犬を飼っていた。そのうち、最もよく知られているのは以下の犬たちである。

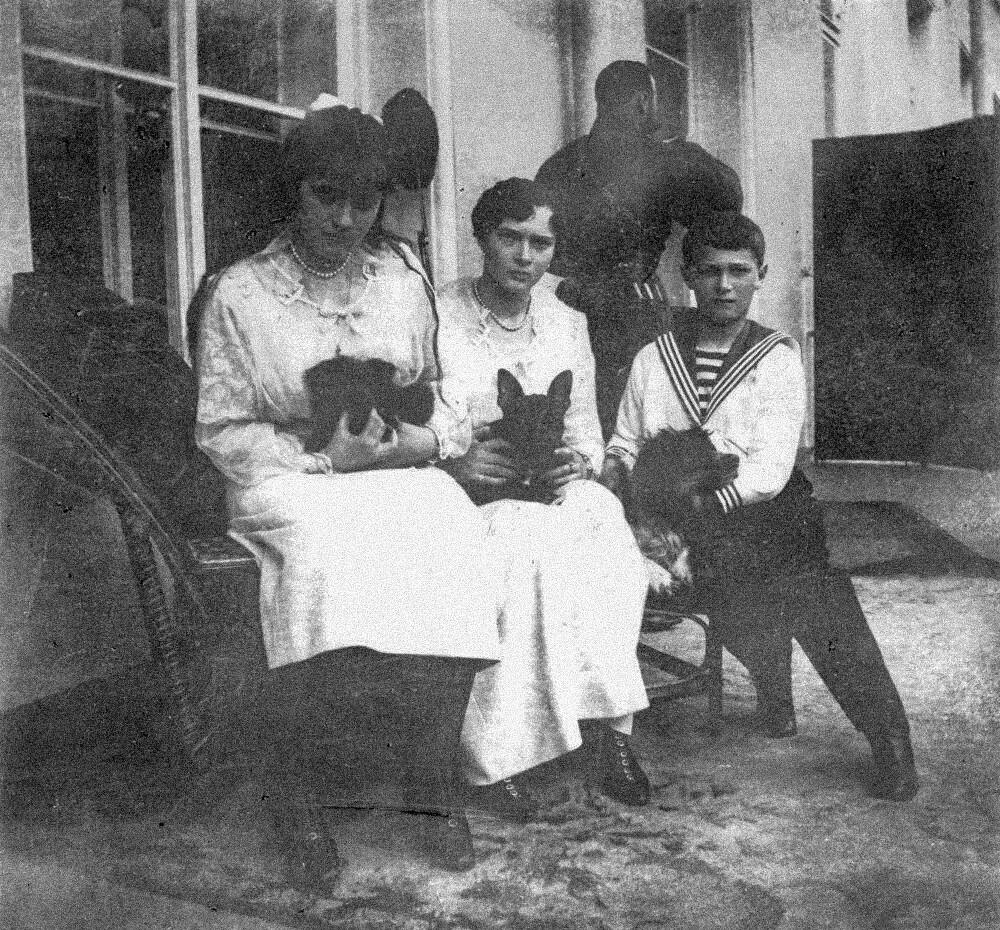
愛犬を抱く皇帝の子供たち。左手前から、アナスタシアとジェミー、タチアナとオルチポ、アレクセイとジョイ

| 名前     | 品種                                       | 飼い主               | 来歴 |
| -------- | ------------------------------------------ | -------------------- | --- |
| オルチポ | フレンチ・ブルドッグ                       | タチアナ大公女       | 第一次世界大戦中、皇帝の娘たちが陸軍病院で働いているときに、帝室近衛連隊所属の陸軍大尉で傷病兵として入院し大公女たちの世話を受けたドミトリー・マラマが、回復後にタチアナに子犬を贈った |
| ジェミー | キャバリア・キング・チャールズ・スパニエル | アナスタシア大公女   | 皇后アレクサンドラの女官アンナ・ヴィルボヴァがアナスタシアに贈った。 |
| ジョイ   | イングリッシュ・コッカー・スパニエル       | 皇太子アレクセイ大公 | ジョイの出自やアレクセイの飼い犬となった経緯は不明である。1914年に皇帝の宮殿に住みついた。毛色は白色混じりの暗赤色であった。                                                           |

## 皇太子との生活

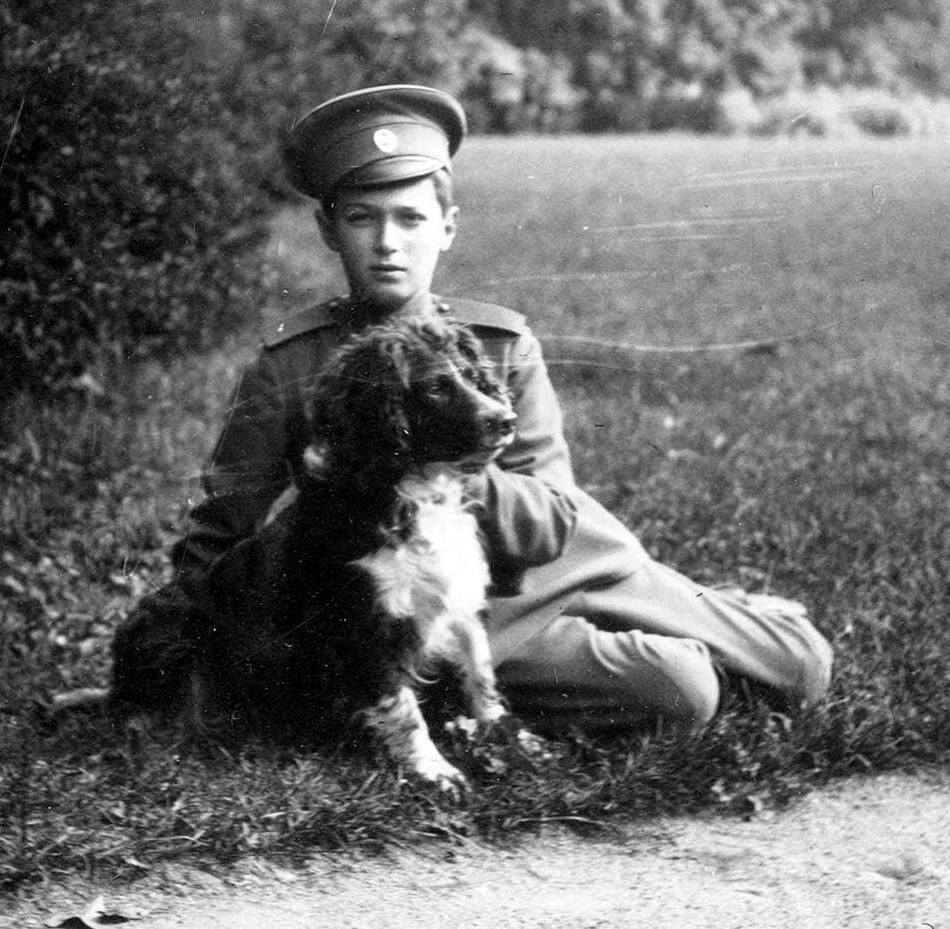
アレクセイとジョイ

1904年生まれの末っ子アレクセイは皇帝にとって唯一の男子であった。アレクセイはジョイを大変気に入り常に同伴した。ジョイは基本的に船旅を含む飼い主のすべての旅行に随伴した。アレクセイは日記に記している：
- 1916年8月19日、モギリョフにて：「午前に講義2つあり。ママに手紙を書いた後、朝食と散歩。朝食はテントで［軍の］皆と一緒。午後の散歩はドニエプル川に沿って歩く。ジョイは病院。腹に寄生虫がいるらしい」
- 1916年11月5日：「昨日から痛みなし。しかしまだベッドで過ごす。朝食前にママに手紙。昨日と同じ内容の一日。海戦ごっことカードゲーム、フランス語の聞き取りと英語の朗読。ジョイは僕から離れず」
- 1916年11月9日：「やっとベッドから出る許可を得る。早起きして兵卒用食卓でコーヒー飲む。ママに手紙。駅との間を馬で往復。ジョイも同行」

ジョイは第一次大戦中、モギリョフの大本営にいる皇帝が、軍の戦意を高めるためにしばしば息子を連れて前線に赴く際にも同伴されていた。ジョイがアレクセイに伴われずツァールスコエ・セローのアレクサンドロフスキー宮殿に留められたときは、姉たちは決まって弟に次のように手紙をしたためた、「ジョイはとても寂しがっています」。
ジョイは皇帝の従叔父の1人ニコライ・ニコラエヴィチ（ニコラーシャ）大公が猟犬としてイングランドからロシアに初めて輸入した黒色のイングリッシュ・コッカー・スパニエル「ダッシュ」の直系子孫であった。ジョイを皇太子に与えた人物は不明である。ジョイの名付け親となったのは、愛犬家の祖母ヴィクトリア英国女王の許で自身も犬に囲まれて育った母アレクサンドラ皇后だった。皇后は1914年10月31日付アレクセイ宛の手紙に次のように書いている、「あなたの新しい犬は元気？あの子はあなたをとっても幸せにしてくれるから、『ジョイ［英語で「喜び」］』と呼んではどうかしら」。
アレクセイはジョイに深い愛情を注ぎ、2人の関係性はよく記事にされ、ロシアの公衆は好意と親近感を抱いた。ジョイはロシア帝室の公式写真にも頻繁に登場した。たいていジョイはアレクセイに抱かれるか皇子の足元に座る姿で撮影された。帝室は皇子と愛犬との絆の物語に注目を向けることで、取り沙汰される皇子の健康状態から話題をすり替えようとしたのである。血友病のアレクセイはちょっとした内出血や切り傷が命にかかわると判明して以来、他の子供と遊ぶことは固く禁じられており、同年代の友人は主治医のウラジーミル・デレヴェンコ博士の息子コーリャただ一人だった。そのためアレクセイは日常生活の大半をジョイとの庭遊びか散歩に費やした。皇子と愛犬はほぼずっと一緒にいた。

## 虐殺からの生還

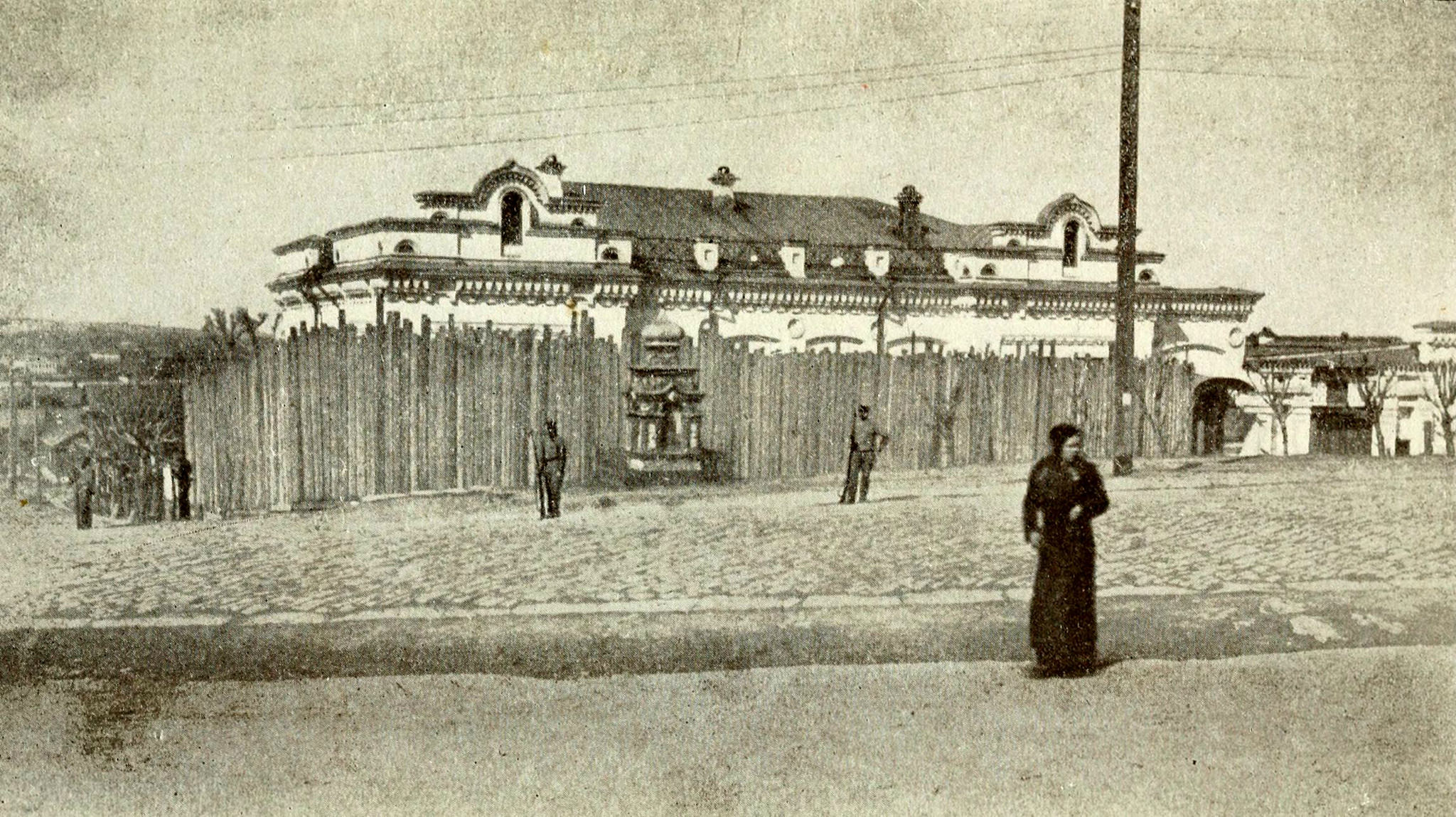
ロマノフ一家と飼い犬たちが監禁されたイパチェフ館

皇帝一家は1917年の二月革命に伴うニコライ2世の退位によって囚われの身となる。1917年8月1日朝、アレクセイは生まれ育ったアレクサンドロフスキー宮殿から退去させられ、両親及び姉たちとともにトボリスクへ移送された。一家は移送に際して犬を伴うことを許された。皇帝一家と犬たちは更にトボリスクからエカテリンブルクのイパチェフ館に移送される。ジョイは館の中庭で眠ることが多かった。ジョイは不従順でしばしば館から脱走したが、他の2匹、オルチポ及びジェミーとは違い、物静かで滅多に吠えることがなかった。ジョイにとってはこの性質が皇帝一家処刑の巻き添えを食わずに済んだ大きな要因と言える。アレクセイの長姉オリガは手紙に記している、「ジョイ、オルチポ、ジェミーは［館での生活を］大いに満喫しています。前者2名は庭に追い出されましたが、庭のごみ捨て穴に鼻を突っ込み、ありとあらゆる残飯やら生ごみやらを引っ張り出して食い荒らしています。ジョイは町のあちこちの人によくしてもらっているらしく、もはや家出同然です」。
1918年7月17日、イパチェフ館で赤軍兵士によるロシア皇帝一家及び従者・侍医の殺害が遂行された。歴代ロシア皇帝の輝かしい系譜を継ぐ者として生まれたアレクセイは、わずか13歳で血なまぐさい虐殺事件の犠牲者として死んだ。
ウラル地方のチェーカー幹部だったミハイル・カバノフは、皇帝一家殺害について記録している。「チェキストのミハイル・メドヴェージェフが最初の発砲でニコライ2世に致命傷を与えた。これに合わせ、私も囚人たちに向けナガン式拳銃を発砲した。その後、私はマシンガンを携えて屋根裏部屋へと走り、配下のマシンガン隊と共に敵の攻撃に備えようとした、屋根裏部屋に駆け込むなり、窓から通りの向かいにある鉱山大学の明かりが灯っていることに気が付いた。銃声もあちらへはっきり聞こえてしまっている可能性があったが、皇帝の犬たちの吠え声でかき消されているかもしれなかった。私はすぐに処刑が実行された部屋に戻り、市街地に発砲音が響いた可能性があるが、皇帝の犬たちの吠えがあまりにうるさいのでかき消されたかもしれない、通り向かいの鉱山大学の窓が全部明かりがついている状況だ、と伝えた。私は殺害対象に金属武器でとどめを刺すよう、また同時に皇帝の犬のうちよく吠える2匹も始末するよう指示した。残る一匹のジョイという犬は吠えないので危害を加えなかった。その後、地元の医師が来てすべての囚人の検死を行い、囚人全員が死亡していることを確認した。」ジョイはその物静かな気性のおかげで、警備隊にもストレスを与えることがなかった。
イパチェフ館の警護兵の1人アナトーリー・ヤキーモフは次のように述懐している、「玄関から皇帝一家の暮らす各居室へ抜ける大扉は締め切られたままで、各居室内にも誰もいなかった。物音ひとつしないのは明白な事実だった。皇帝一家が暮らしていたときは各居室からなにがしかの生活音があったのだ。声、足音。しかしもうそこには生気はなくなっていた。皇帝一家の各居室につながる大扉のある広間には、一家の飼っていた小型犬が座っていて、部屋へ入れてもらうのを待っていた。よく覚えているよ、そのとき思ったことを。『待っても無駄だよ』とね」。
アレクセイは最初の一斉射撃の後、殺害者たちにまだ生きていると気づかれ、頭部に2度の銃撃を受けて絶命した。アナスタシアは最初の銃撃で気を失ったがやがて意識を取り戻し、叫び始めたところを銃剣で突かれ死亡した。ジェミーは皇帝一家処刑の際アナスタシアの腕の中にいたため飼い主の道連れとなり、頭部を殴打され死に至った。ジェミーの死体は翌年夏の1919年6月25日、調査員ニコライ・ソコロフによる炭鉱調査の際、立坑の底部に投げ捨てられているのが発見された。「右前足が折れ、頭蓋骨には陥没があり、医師の見立てではこれが致命傷となった」。オルチポは無人となった上階の部屋に取り残されており、チェキストのカバノフにその吠え声を聞かれていた。オルチポもまた、館に不必要に注目が集まるのを恐れた実行犯の1人の手で銃剣で突き殺された。ジョイは吠えない、物静かな犬であるがゆえに命拾いした。
イパチェフ館の地下室から犠牲者の遺体を運び出す作業の最中、ジョイは館の前の通りに現れ、館の警護兵の1人ミハイル・レテミンに保護された。1週間後、白軍がエカテリンブルクを占領すると、かつて皇帝一家と親しくしていたある士官が、ジョイが町の通りを歩いているのに気付いた。士官が誰の犬か尋ねると、町の住民はレテミンの名を出した。警護兵レテミンは逮捕され、尋問を受けることになった。ジョイの存在は白軍が皇帝一家虐殺の事実を裏付ける調査を進めるうえで重要な証拠となった。1918年7月22日、取り調べにより、レテミンがイパチェフ館から皇帝一家の所有物であった物品を計79点も自宅に持ち帰っていることが判明した。レテミンは皇太子の犬を連れ帰ったのは「かわいそうだったから」だと弁明した。

## 国外脱出
ロシア皇帝一家の処刑から8日後の1918年7月25日、エカテリンブルクはミハイル・ディテリフス将軍率いる白軍の一団及び同盟者のチェコ軍団によって占拠された。白軍の最高指導者アレクサンドル・コルチャーク提督は直ちに皇帝一家の死に関する調査を命じた。最初に調査員となった者たちは何の成果も挙げられなかったため、オムスク州オムスク郡裁判所で判事として難事件を解決してきた実績のあるニコライ・ソコロフが1919年2月に新しい調査員に任じられた。ソコロフは細心の注意を払って任せられた調査を遂行し、証拠物品や証言を収集して、ニコライ2世一家の命が尽きた瞬間に何が起きたかを突き止めようとした。
「チェコ人［白軍の同盟者チェコ軍団の兵］はエカテリンブルクを制圧した際、イパチェフ館の庭を走り回る痩せこけたみじめな動物を発見した。それは犬のようであり、飼い主を探し続け、飼い主がいなくなったことに打ちひしがれて食べ物もほとんど口にしなくなったのだった。精神的な打撃は、犬が保護され大切に世話されるようになっても癒えなかった」。こう書いたのは、アレクサンドラ皇后の女官で1918年5月にエカテリンブルクを脱出したゾフィー・フォン・ブクスヘーヴェデン男爵夫人である。ブクスヘーヴェデンはイパチェフ館への同行を許可されず、そのおかげで虐殺を免れ、避難先のロンドンで回想録を執筆した。
ジョイはディテリフス将軍に引き取られ、将軍に同行してオムスクに移った。ブクスヘーヴェデンはアレクセイ皇太子の犬がオムスクにいると聞くとすぐさま同市に駆け付けた。かつての生活で親しく関わっていた人物の登場に感激したジョイは、もうほぼ視力を失っていたにもかかわらず、飛び上がらんばかりの勢いで男爵夫人の許に駆け寄った。男爵夫人は次のように述懐する、「私はジョイに会いに行った…ジョイは犬の純粋無垢な習性から、私の出現で私に続いて自分の飼い主も姿を現すと思い込んだらしく、見た目に分かるほど活気づいた。私は犬があれほど興奮するのを見たことがなかった。私が名を呼ぶと。カゴから飛び出し駅のプラットフォームを走り抜けて私の所まで駆け付け、飛びついたり私の周りをぐるぐる走り回ったりし、前足でしがみつくだけでなく、サーカスの調教された犬のように後ろ足でゆっくり歩き回った。ディテリフス将軍はジョイがこれほど歓迎した人物は他にいないと私に言った。私がやさしく撫でてやったわけでもないのに、これほど喜んだのは、私が着ていた服が以前トボリスクに滞在していた時に着ていたもので、この服から［ジョイにとって］懐かしい人々の匂いがしたためであった。私が去った後、ジョイはドアの前に一日中座り込み続けた。そしてまた食べることをやめ、もとの深い絶望状態に戻ってしまった」。
この直後、オムスクではディテリフス将軍が、アルフレッド・ノックス将軍率いるイギリス陸軍シベリア派遣軍に所属するロシア人、パーヴェル・パヴロヴィチ・ロジャンコ陸軍大佐に、ジョイを譲り渡した。帝政末期のロシア国会議長だったミハイル・ロジャンコの甥にあたる人物である。ロジャンコ大佐は革命前、ミーシャという熊をペットに飼い、養馬場を経営していた大の動物好きだった。ロジャンコはスポーツ選手、また乗馬インストラクターとしても評判が高かった。彼の兄アレクサンドル・ロジャンコは1912年ストックホルムオリンピック馬術競技ロシア代表選手であった。白軍敗退後、ロジャンコはジョイと一緒にイングランドへ逃れた。白軍が崩壊すると赤軍勢力がシベリアへなだれ込み、イギリス軍は極東ロシアを経由しての帰国を余儀なくされた。「我々は不屈の心を持ってウラジオストクから出航した。主人を殺された犬がゆえにその名前［ジョイ＝「喜び」］にやや相応しくない犬ジョイも、私とともに船上で不安な夜を過ごした。私は二度とロシアの土を踏むことは叶わなかった」と、ロジャンコは著書『破れた軍旗（Tattered Banners）』（1939年）の中で回想している。

## 晩年

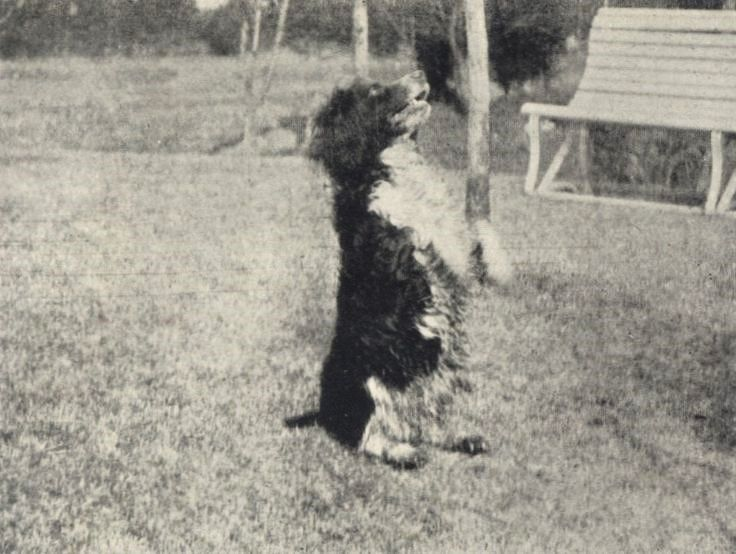
ロジャンコのウィンザーの地所で撮影された、ジョイの生前最後の写真

ロジャンコはイングランド到着直後、英国王室の宮殿の1つウィンザー城の敷地に接する地所を購入し、乗馬学校を開いた。彼の乗馬学校は貴族階級に人気を博し、ウィンザー公エドワードも訪れた。ロジャンコの同名の息子パーヴェル（1903年 - 1993年）が準男爵の娘アニータ・レズリーと結婚したことで、ロジャンコはウィンストン・チャーチルの縁戚となった。この義理の娘はロジャンコの回想録執筆を手助けした。ウィンザーのクルーワー・ヒル・ロード（Clewer Hill Road）にあるロジャンコの家で、ジョイは幸福かつ安全な環境下で天寿を全うした。ブクスヘーヴェデン男爵夫人は回想録に書いている、「小さなジョイはとても可愛がられ、考えられる限り最も快適な環境下で最後の日々を過ごせた。」
ジョイはウィンザーの王立公園敷地に接するロジャンコの小さな地所セフトン・ローン（Sefton Lawn）で死亡した。ロジャンコは書いている、「ウィンザーの自宅の庭を横切るたび、茂みの中に見える小さな犬の墓に『ジョイ［喜び］ここに眠る』という皮肉な銘のことを考えてしまう。私にとって、この小さな墓石は帝政と平穏な暮らしの終焉のシンボルであった。」現在、ジョイの墓石があった所は駐車場に代わっている。

## 論争
一部の著作物では、ジョイはイギリス王ジョージ5世に引き取られたと主張されている。この主張はロジャンコ大佐の甥で、アメリカ正教会の主教を務めたベイジル・ロジャンコの声明をベースとしている。ロジャンコ主教は、従兄弟ニコライ2世一家の最期についてロジャンコ大佐から話を聞いたジョージ5世がジョイを引き取ったとした。そしてジョイはイギリス王と暮らし、ウィンザー・グレート・パークの王室犬墓地（Royal Dog Cemetery）に埋葬されたという、疑わしい話で締めくくった。
しかし、これはジョイの一生をロシア帝室での始まりからイギリス王室での晩年で締めくくる、感情に訴えるたぐいの神話であり、何の根拠もない。ロジャンコ大佐はたしかにウィンザー城のジョージ5世を訪問にしたときのことを記しているが、その目的は「昼食」であり、英国王はあくまで帝政支持派のロシア将校に皇帝の死の詳細について質問したまでである。その他の事柄として、ロジャンコはロシア皇太子のスパニエルについて王に話をした。「私はイパチェフ館の寒々しい無人の部屋部屋や血まみれの地下室について、墓での無駄な捜索活動、そしてわずかな人骨を見つけるためのシベリアじゅうの森をめぐる恐ろしい探検について話しをした。昼食の後、国王陛下は私に絵画を見せてくださった。また私は自分の家の庭を走り回っているジョイのことを話した。ジョイは幸せそうにみえるが、彼の明るい茶色の瞳にはしばしば昔の思い出がよみがえっているように見える、と伝えた 」。するとジョージ5世は自分の犬を抱き上げるのを控えるしぐさを見せたが、これはジョイに会いたくない、その犬の話に触れてほしくないと示す婉曲表現であった。